# 奥住村
奥住村（おくすみむら）は、かつて岐阜県郡上郡に存在した村である。
現在の郡上市明宝奥住に該当する。
長良川支流の吉田川の最上流部に位置していた。

## 歴史
- 1875年（明治8年） - 奥長尾村、口長尾村、坂本村、漆原村、鎌辺村が合併し、奥住村となる。
- 1889年（明治22年）7月1日 - 町村制により奥住村が発足。
- 1897年（明治30年）4月1日 - 大谷村、寒水村、気良村、小川村、畑佐村、二間手村 と合併し奥明方村が発足。同日奥住村は廃止される。